# Ratana-szutta
A Ratana-szutta (burmai:ရတနာသုတ်, szingaléz: රතන සූත්‍රය, magyarul: A falakon túl beszéde) a Páli Kánonban található Szutta-nipáta (Snp 2.1), illetve a Khuddaka-pátha (Khp 6) egyik szuttája, illetve található benne egy hasonlat a Mahávasztu egyik szövegéből. Az eredeti páli nyelven és magyarul 17, szanszkrit nyelven pedig 19 versszakból áll. A Ratana-szutta magasztalja a buddhizmusban használatos három rátanát ("ékkő", "drágaság" vagy "kincs"): a Megvilágosodottat (Buddha), a Tanítást (Dhamma) és a tanítványok nemes közösségét (árija szangha).

## Háttér
A théraváda buddhizmusban a poszt-kanonikus páli kommentárok szerint a Ratana-szutta háttértörténete szerint Vaisáli (vagy Viszala) ókori várost gyötörte a pestis, nem emberi lények és az éhínség. Kétségbeesésükben a városlakók a Buddhához fordultak segítségért, aki megkérte egyik fő tanítványát, a tiszteletre méltó Ánandát, hogy haladjon végig a városon, és közben ezt a szöveget recitálja, hogy megszabadítsa a települést a sok szörnyűségtől.

## Tartalma
A Ratana-szutta a következő három ékkövet tartja fenn:
- a Buddha, akihez nincs hasonló, az egyedüli megvalósító (3. versszak: na no samam atthi Tathagatena)
- a Tanítás (dhamma) a következőkről:
  - Nirvána (4. versszak: khayam viragam amatam panitam), és
  - a felülmúlhatatlan összpontosítás (5. versszak: samadhim), amely elvezet a megszabaduláshoz
- a nemes Közösség (ariya sangha), a következőkre vonatkozólag:
  - az elért megvilágosodás (7. versszak: te pattipatta amatam vigayha),
  - megérteni a négy nemes igazságot (8-9. versszak: yo ariyasaccani avecca passati), és
  - elhagyni az első három béklyót (10. versszak: tayas su dhamma jahita bhavanti), amely mindenkit a szanszarához köt.

## Használata
A théraváda buddhista országokban és a navajána világi buddhista irányzatban ez a beszéd gyakran hangzik el vallásos eseményeken, rendezvényeken az ártó erők elűzése, illetve a kedvező áldás hozása érdekében.

## Külső hivatkozások
- Khuddaka-pāṭha, Rövid Szövegek - fordította: Porosz Tibor www.a-buddha-ujja A Ratana-szutta magyar nyelven
- Laurence Khantipalo Mills (ford.) (2015). The Threefold Gem (Sn 2.1). hozzáférés: 12-27-2019 - "SuttaCentral".
- Piyadassi Thera (trans.) (1999). Ratana Sutta: The Jewel Discourse (Sn 2.1). hozzáférés: 08-22-2008 - "Access to Insight".
- Thánisszaró Bhikkhu (ford.) (1994). Ratana Sutta: Treasures (Sn 2.1). hozzáférés:08-22-2008 - "Access to Insight".
- Anandajoti Bhikkhu (ford.) (2004). The Discourse on the Treasures. a Safeguard Recitals része (300+ oldal)
- Chandrabodhi chants the Ratana Sutta and other suttas in an 'Indian style' at   freebuddhistaudio